# تشارلي فيرغسون (لاعب كرة قاعدة أمريكي)
تشارلي فيرغسون (بالإنجليزية: Charlie Ferguson)‏ هو لاعب كرة قاعدة أمريكي، ولد في 17 أبريل 1863 في شارلوتسفيل في الولايات المتحدة، وتوفي في 29 أبريل 1888 في فيلادلفيا في الولايات المتحدة.

## وصلات خارجية
- تشارلي فيرغسون (لاعب كرة قاعدة أمريكي) على موقع دوري كرة القاعدة الرئيسي (الإنجليزية)
- تشارلي فيرغسون (لاعب كرة قاعدة أمريكي) على موقعبيزبول رفرنس.كوم (الدوري الرئيسي) (الإنجليزية)
- تشارلي فيرغسون (لاعب كرة قاعدة أمريكي) على موقع مشجعي الرسوم البيانية (الإنجليزية)